# Гіпотенуза
Гіпотенуза (від грец. ὑποτείνουσα — розтягнута) — сторона прямокутного трикутника, яка лежить навпроти прямого кута.
Якщо треба підрахувати довжину гіпотенузи при відомих розмірах двох інших сторін, можна скористатися теоремою Піфагора.
{\displaystyle a^{2}+b^{2}=c^{2}\,},
де {\displaystyle a,b} — сторони трикутника.
Наприклад, якщо одна з інших сторін має довжину 3, а інша має довжину 4, то квадрат гіпотенузи {\displaystyle c^{2}=3^{2}+4^{2}=25}, а довжина гіпотенузи {\displaystyle c={\sqrt {25}}=5}.

## Етимологія
Слово гіпотенуза походить від грецького ἡ τὴν ὀρθὴν γωνίαν ὑποτείνουσα (а саме γραμμή або πλευρά), що означає «[сторона], яка стягує прямий кут» (Аполлодор), ὑποτείνουσα hupoteinousa є активним дієприкметником теперішнього часу жіночого роду від дієслова ὑποτείνω hupo-teinō «тягнути внизу, підтягувати», від τείνω teinō «розтягувати». Номіналізоване ἡ ὑποτείνουσα використовували для гіпотенузи трикутника в IV столітті до н. е. (Платон, Тімей 54d). Грецький термін запозичено в пізню латинську мову як hypotēnūsa. Написання з -e, як hypotenuse, має французьке походження (Естьєн де ла Рош, 1520).

## Обчислення гіпотенузи
Довжину гіпотенузи можна обчислити за допомогою функції квадратного кореня, що випливає з теореми Піфагора. Якщо позначити довжини двох катетів трикутника (взаємно перпендикулярних сторін) a і b, а довжину гіпотенузи — c, маємо
{\displaystyle c={\sqrt {a^{2}+b^{2}}}.}
Теорему Піфагора, а отже, й цю довжину, можна також вивести із теореми косинусів, врахувавши, що кут навпроти гіпотенузи дорівнює 90° і його косинус дорівнює 0:
{\displaystyle c^{2}=a^{2}+b^{2}-2ab\cos 90^{\circ }=a^{2}+b^{2}\therefore c={\sqrt {a^{2}+b^{2}}}.}
Багато комп'ютерних мов підтримують стандартну функцію ISO C hypot(x,y), яка повертає відповідне значення. Функція розроблена так, щоб не допускати збою там, де просте обчислення може спричинити переповнення або антипереповнення, і може бути дещо точнішою, проте, іноді, значно повільнішою.
Деякі наукові калькулятори надають функцію для перетворення прямокутних координат у полярні. За заданими x і y вона повертає як довжину гіпотенузи, так і кут, який вона утворює з додатним напрямом осі x. Повернений кут зазвичай задається як atan2(y,x).

## Тригонометричні співвідношення
За допомогою тригонометричних співвідношень можна отримати значення двох гострих кутів, {\displaystyle \alpha \,} і {\displaystyle \beta \,}, прямокутного трикутника.
Для довжини гіпотенузи {\displaystyle c\,} і катета {\displaystyle b\,}, співвідношення таке:
{\displaystyle {\frac {b}{c}}=\sin(\beta )\,}
Тригонометрична обернена функція:
{\displaystyle \beta \ =\arcsin \left({\frac {b}{c}}\right)\,}
де {\displaystyle \beta \,} — кут, протилежний до катета {\displaystyle b\,}.
Прилеглий до катета {\displaystyle b\,} кут {\displaystyle \alpha \,} = 90° — {\displaystyle \beta \,}.
Можна також отримати значення кута {\displaystyle \beta \,} з рівняння:
{\displaystyle \beta \ =\arccos \left({\frac {a}{c}}\right)\,}
де {\displaystyle a\,} — інший катет.